# The Nightmare Room
The Nightmare Room este o antologie horror americană pentru copii, difuzată pe Kids' WB, bazată pe seria omonimă de cărți Nightmare Room, de 12 romane scrise de autorul american R. L. Stine.